# Ешлі (Огайо)
Ешлі (англ. Ashley) — селище (англ. village) в США, в окрузі Делавер штату Огайо. Населення — 1198 осіб (2020).

## Географія
Ешлі розташоване за координатами 40°24′35″ пн. ш. 82°57′6″ зх. д. / 40.40972° пн. ш. 82.95167° зх. д. (40.409806, -82.951653).  За даними Бюро перепису населення США в 2010 році селище мало площу 1,71 км², уся площа — суходіл.

## Демографія
Згідно з переписом 2010 року, у селищі мешкало 1330 осіб у 503 домогосподарствах у складі 342 родин. Густота населення становила 779 осіб/км².  Було 542 помешкання (318/км²).
Расовий склад населення:
| - 97,2 % — білих - 0,5 % — чорних або афроамериканців - 0,2 % — азіатів - 0,1 % — корінних американців |

До двох чи більше рас належало 2,0 %. Частка іспаномовних становила 1,5 % від усіх жителів.
За віковим діапазоном населення розподілялося таким чином: 27,1 % — особи молодші 18 років, 59,3 % — особи у віці 18—64 років, 13,6 % — особи у віці 65 років та старші. Медіана віку мешканця становила 36,3 року. На 100 осіб жіночої статі у селищі припадало 89,2 чоловіків;  на 100 жінок у віці від 18 років та старших — 84,2 чоловіків також старших 18 років.
Середній дохід на одне домашнє господарство  становив 46 956 доларів США (медіана — 41 094), а середній дохід на одну сім'ю — 53 996 доларів (медіана — 45 739). За межею бідності перебувало 17,4 % осіб, у тому числі 15,2 % дітей у віці до 18 років та 10,3 % осіб у віці 65 років та старших.
Цивільне працевлаштоване населення становило 544 особи. Основні галузі зайнятості: роздрібна торгівля — 16,7 %, мистецтво, розваги та відпочинок — 16,4 %, будівництво — 14,7 %, виробництво — 14,3 %.